# Wohnhaus Mozartstraße 3 (Bremen)
Das Wohnhaus Mozartstraße 3 in Bremen-Mitte, Ortsteil Ostertor stammt von 1856.
Das Gebäude steht seit 1976 unter Bremischen Denkmalschutz.

## Geschichte
Das zweigeschossige verputzte klassizistische Gebäude mit einem Satteldach und einem Souterrain wurde 1854/56  nach Plänen von Maurermeister Dietrich Engelken für den Kappenmacher Jacob Jung gebaut. Markant ist das auskragende Dachgesims mit einem Fries.